# Les Fondements du christianisme
Les Fondements du christianisme (Mere Christianity en anglais) est un livre de C. S. Lewis publié en 1952, considéré comme un classique de l'apologétique chrétienne anglaise. Le livre est la transcription des entretiens théologiques accordés par l’auteur à la radio BBC entre 1942 et 1944, pendant la Seconde Guerre mondiale, alors que Lewis se trouvait à Oxford. Il avait été invité par James Welch, le directeur des émissions religieuses de la BBC, qui avait lu Le Problème de la souffrance (The Problem of Pain (en)), écrit par C. S. Lewis en 1940.
À l'origine, les transcriptions avaient été d'abord publiées sous la forme de trois livrets séparés : The Case for Christianity (1942), Christian Behaviour (1943) et Beyond Personality (1944).
En France, le livre est paru en 1948 sous le titre Être ou ne pas être : le christianisme est-il facile ou difficile ? (contenant deux des livrets originaux), puis les trois livrets en 1979 sous le titre Voilà pourquoi je suis chrétien puis sous le titre Les Fondements du christianisme en 1985.

## Éditions françaises
- 1948 : Être ou ne pas être : le christianisme est-il facile ou difficile ?[2], C. S. Lewis ; traduit par Jacques Blondel, Neuchâtel ; Paris : Delachaux et Niestlé, 125 p.  Réédition en 1968[3],[4]
- 1979 : Voilà pourquoi je suis chrétien...[5], C. S. Lewis ; traduit par Aimé Viala ; Guebwiller, Bruxelles, Lausanne : Ligue pour la lecture de la Bible ; 235 p.   (ISBN 2-85031-044-1)
- 1985 : Les Fondements du christianisme, sous-titré : édition révisée de Voilà pourquoi je suis chrétien[6] ; C. S. Lewis ; Guebwiller : L.L.B. (Ligue pour la lecture de la Bible), coll. « Collection Point de vue », 236 p.   (ISBN 2-85031-112-X). Réédition en 1997.
- 2006 : Les Fondements du christianisme, C. S. Lewis ; Ligue pour la lecture de la Bible, 281 p.   (ISBN 285031580X)